# Laelia gloriosa
Laelia gloriosa är en orkidéart som först beskrevs av Heinrich Gustav Reichenbach, och fick sitt nu gällande namn av Louis Otho Otto Williams. Laelia gloriosa ingår i släktet Laelia och familjen orkidéer. Inga underarter finns listade i Catalogue of Life.